# Walter Regent
Walter Regent (někdy též označovaný jako Walter 6B Regent) představený veřejnosti na jaře 1932 byl osobní automobil továrny Walter, českého výrobce osobních automobilů. Jednalo se o předposlední vůz zkonstruovaný v Jinonicích, počítáme-li i „jednokusovou sérii“ sportovního Walter Standard S (1934). Walter Regent, vycházející z předchozích typů 6-B, Standard 6 a Super 6, se vyráběl v letech 1932 až 1936. Oproti nejbližšímu předchůdci – typu Super 6 – dostal honosnější masku chladiče, výkonnější motor a bohatší výbavu.

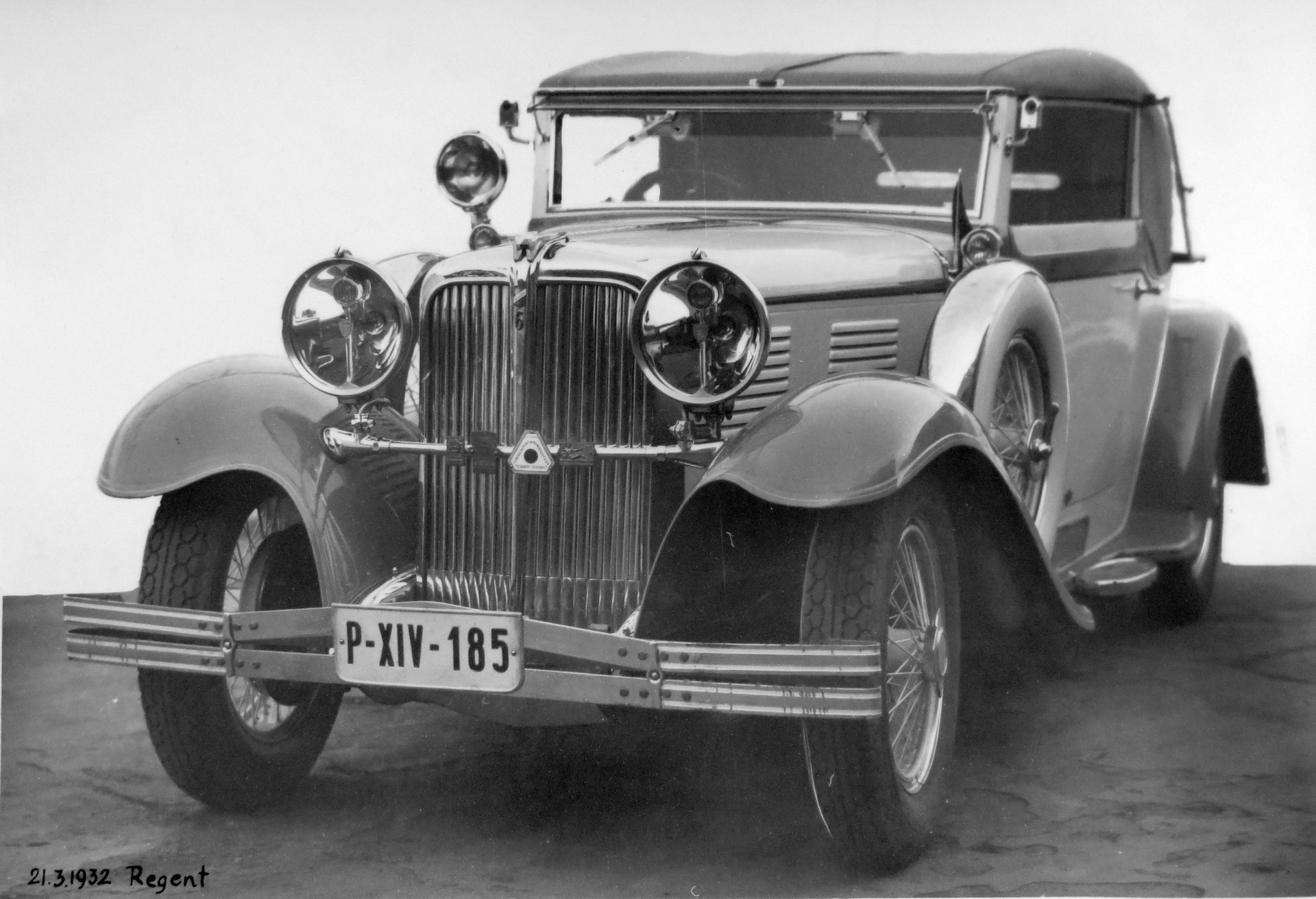
Walter Regent, kabriolet Sodomka (1932)

## Vznik a vývoj
Akciová společnost Walter, továrna na automobily a letecké motory se sídlem v Praze-Jinonicích, patřila ve třicátých letech k nejvýznamnějším strojírenským podnikům v tehdejším Československu. Továrna od tohoto roku změnila název na „Akciová společnost Walter, továrna na automobily a letecké motory“. Z tohoto názvu lehce vyčnívá zájem majitelů více zviditelňovat letecké motory, které továrna souběžně s automobily vyráběla od roku 1923. Naopak důraz na automobily slábne. 
Walter Regent, při jehož stavbě jakoby nepřicházely v úvahu ohledy finanční, zhmotňuje představu vyspělého, klasického motorového vozidla z počátků 30. let 20. století. Vynikající funkční krásou a vyroben vysoce kvalifikovaným personálem zůstává měřítkem i určitým pomníkem vrcholné konstrukční a řemeslné české práce. Značka Walter byla synonymem solidních konstrukcí a špičkové kvality, disponovala moderním výrobním zařízením a vysoce kvalifikovaným personálem. Vedle světoznámých leteckých motorů její značku nesly v omezených počtech vyráběné automobily, osobní i nákladní vozy, autobusy a autokary. Walter Regent byl poslední, sériově vyráběný osobní automobil továrny Walter.

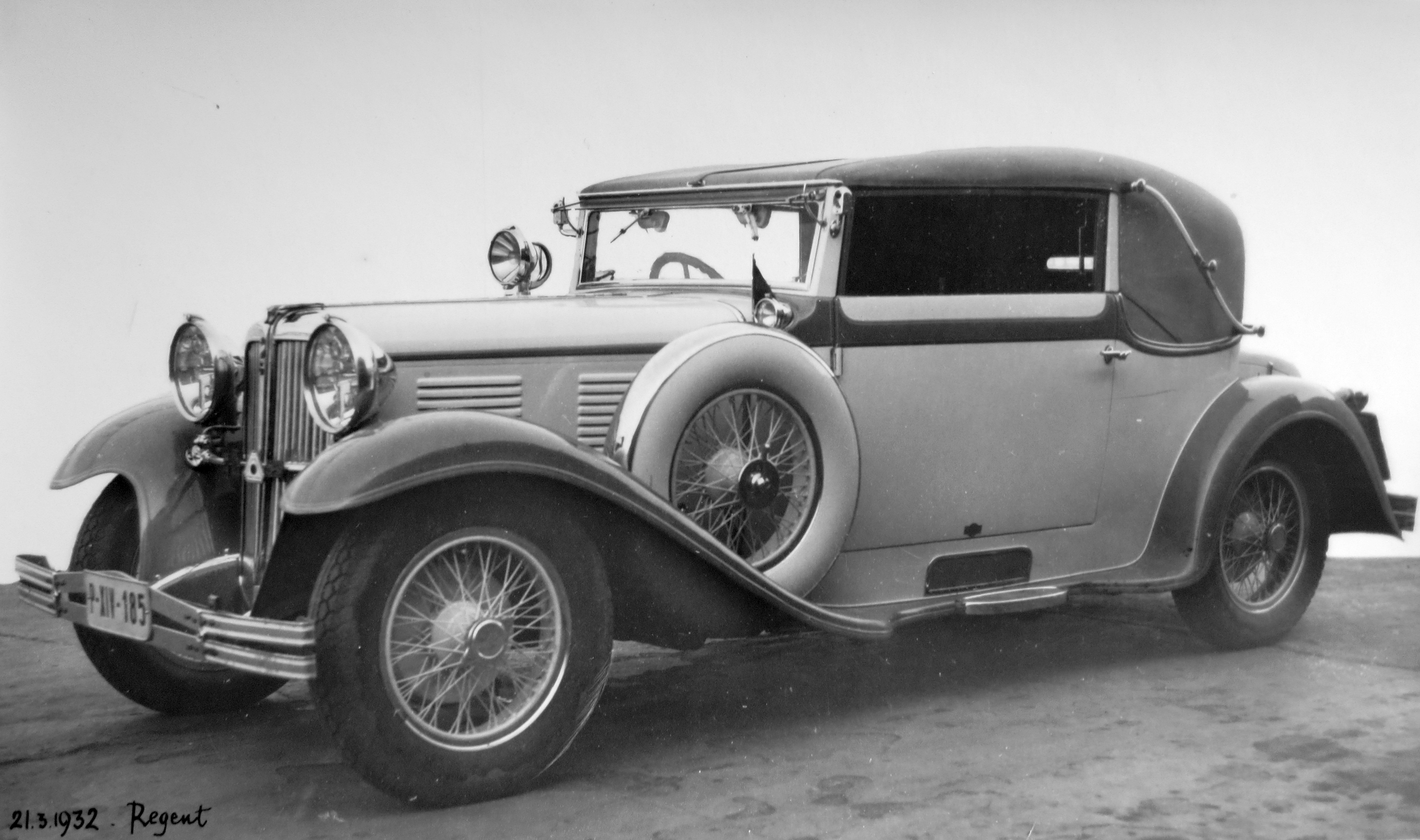
Walter Regent, kabriolet Sodomka (1932)

## Motor
Jednalo se o stejný motor jako byl použit v předcházejícím modelu Walter Super 6. Zážehový, kapalinou chlazený čtyřdobý řadový šestiválec (R6), rozvod OHV, objem 3257 cm³ (vrtání 80, zdvih 108 mm), dva ventily/válec, bez přeplňování. Výkon oproti typu Walter Super 6 vzrostl v roce 1934 o 10 k na hodnotu 59 kW/80 k při 3000 ot/min a stupni komprese 6,5:1. Původní Regent z roku 1932 měl výkon 51,5 kW/70 k jako Walter Super 6. Motor byl osazen dvěma karburátory Zenith HAK 30, k nimž dopravoval palivo nasávač (elektromag. pumpa) Espero. Spotřeba oleje 0,2–0,3 kg/100 km. Podle provedení dosahovaly Regenty největší rychlosti 120 až 130 km/h a spotřebovaly 14 až 18 l benzinu na 100 km. Devadesátilitrová nádrž, umístěná za zadní nápravou, jim tedy umožňovala absolvovat 500 až 600 kilometrů bez doplňování paliva.

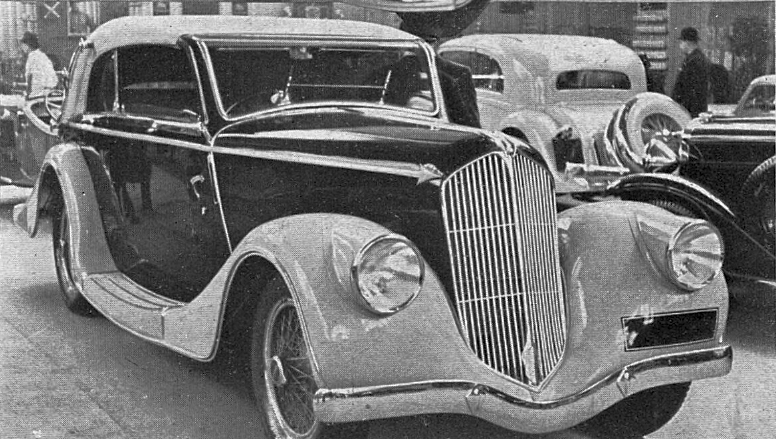
Walter Regent, kabriolet, karosárna Theodor Petera a synové Vrchlabí, na stánku Walter při Autosalonu v Praze (Světozor 12.4.1934)

Předpokladem dobrého výkonu byl perfektně opracovaný spalovací prostor, staticky a dynamicky vyvážený klikový hřídel z chrom-niklové oceli a lehké písty Nelson-Bohnalite s invarovými vložkami. Mazání tlakové, oběžné s filtrem oleje. Chladicí okruh motoru byl opatřen čerpadlem, teplotu chladicí kapaliny hlídal termostat, který samočinně ovládal žaluzie před chladičem. Elektrická soustava švýcarské firmy Scintilla pracovala s napětím 12 V, zapalování bylo elektromagnetické. 

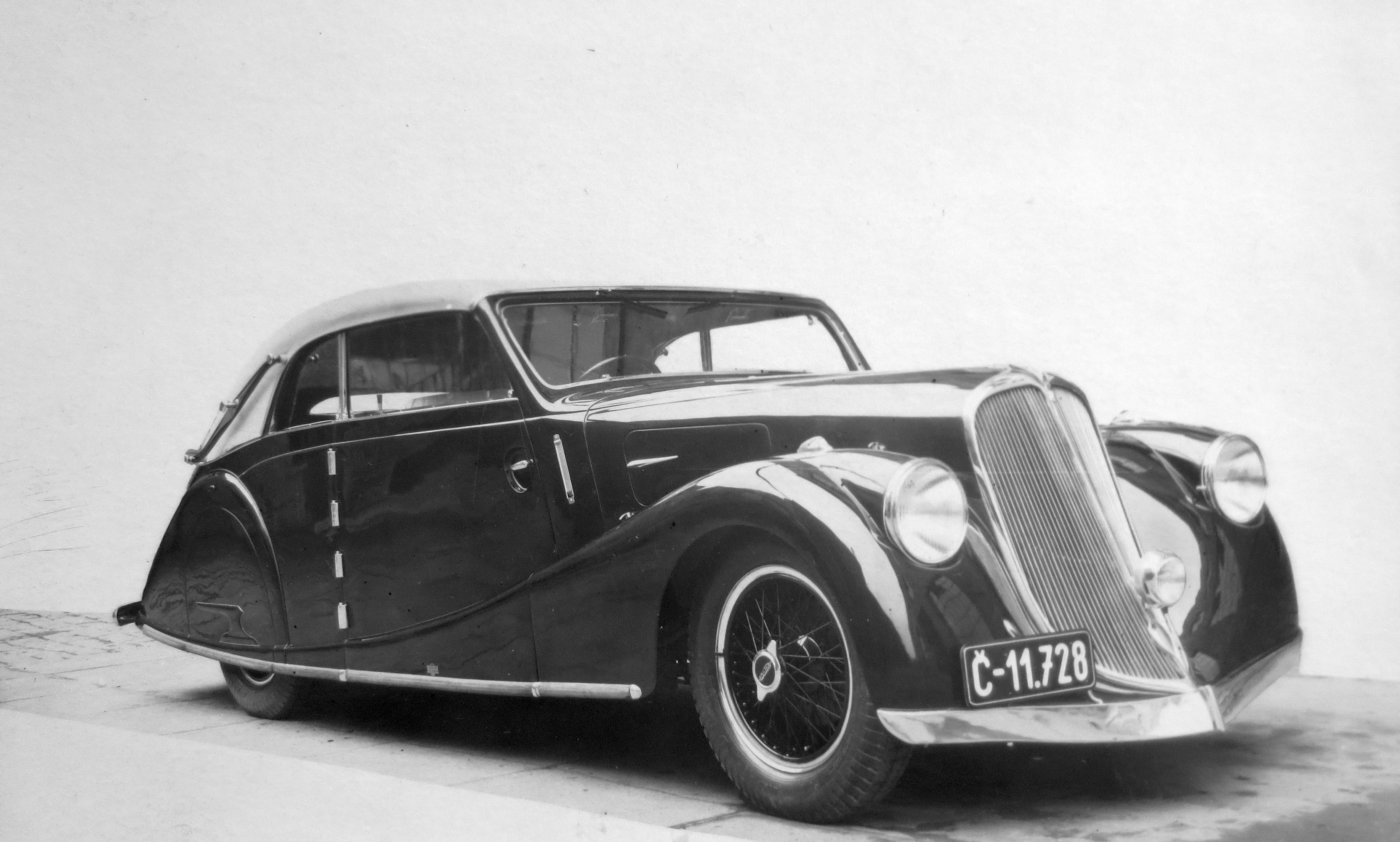
Walter Regent, kabriolet Sodomka (1935)

Na šestiválec navazovala suchá jednokotoučová spojka (třecí, lamelová se zdvojeným obložením) a čtyřstupňová mechanická převodovka (4+Z). Za příplatek výrobce nabízel montáž rychloběhu Walter-Maybach, který se velmi osvědčil už v roce 1931 na typu Walter Super 6 při soutěži spolehlivosti Jízda 10 000 km Evropou.

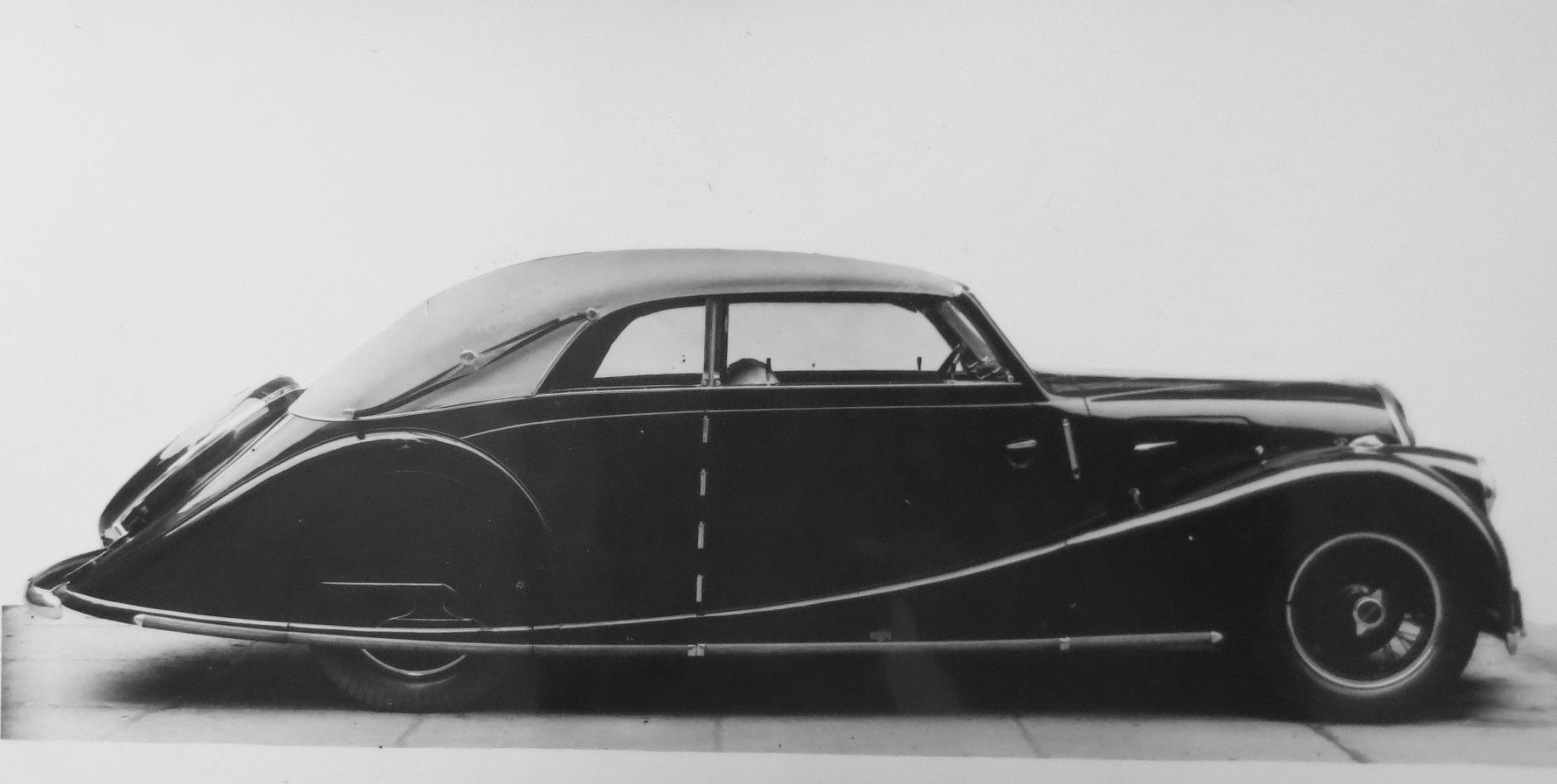
Walter Regent kabriolet Sodomka (1935)

## Podvozek
Motor byl standardně umístěn vpředu a pohon zadních kol. Vůz měl robustní obdélníkový rám, zpevněný křížovou výztuhou ve tvaru X. Drátová kola Rudge-Whitworth s centrálními maticemi nesla pneumatiky 6,00 × 18" popřípadě 6,50 × 20". Bubnové brzdy s kapalinovým ovládáním Ate-Lockheed podporoval podtlakový posilovač Bosch-Dewandre, který využíval podtlaku v sacím potrubí. Ruční brzda byla mechanická a působila na zadní kola. 
Obě tuhé nápravy byly odpružené podélnými půleliptickými listovými pery. Kapalinové tlumiče se vyskytovaly na Regentech v různých druzích, dle přání zákazníka. Celková délka klasicky střižených karoserií se pohybovala kolem pětimetrové hranice, vozy byly přes blatníky široké 1730 mm. Regent měl rozvor náprav 3300 nebo 3600 mm, rozchod předních i zadních kol 1400 mm nebo 1450 mm. Světlá výška podvozku byla 180 mm (Sodomkovy vozy z roku 1935 jen 160 mm), byl dlouhý 4490 mm, horní okraj rámu byl ve výšce 470 mm nad vozovkou. Výška vozu max. 1800 mm a celková délka až 5400 mm. Hmotnost kompletního podvozku dosahovala 1050 kg, karosované vozy vykazovaly hmotnost 1580 až 1950 kg.
U Sodomkova kabrioletu bylo atypické ovládání pedály, brzda totiž byla vpravo, plyn (akcelerátor) uprostřed a vlevo spojka. 

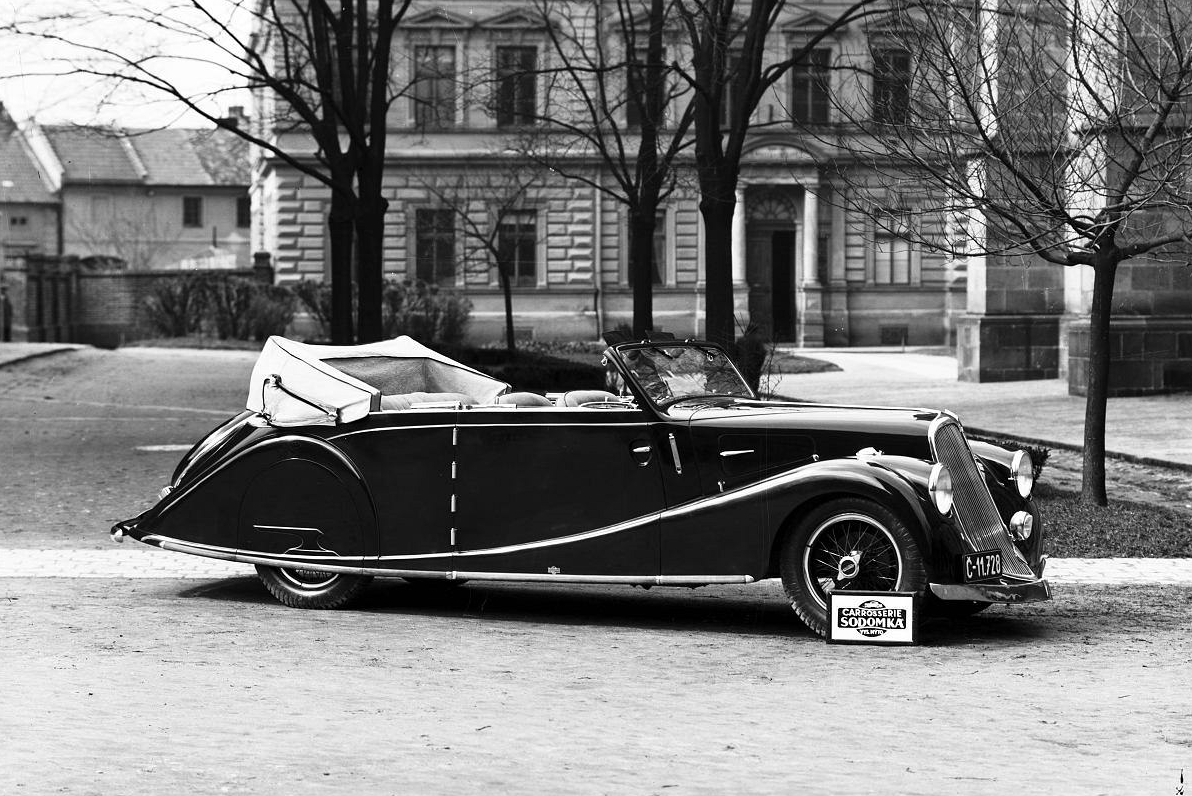
Walter Regent, kabriolet Sodomka Grand Luxe pro Bankovní dům Petschek a spol. (1935)

## Karoserie
V zásadě byl vyráběn ve třech provedeních karoserie, jako limuzína/sedan (čtyřdveřový čtyř až sedmimístný vůz) a jako sportovní kabriolet nebo kupé (dvoudvéřový čtyř až pětimístný vůz). Přední okno od spodní hrany bylo výklopné s plynulým nastavením velikosti štěrbiny, kterou pak mohl proudit vzduch, což bylo zvláště v letních měsících velmi praktické. Karoserie (zvláště kabrioletů) byly na přání zákazníka vybavovány odnímatelnou, plátěnou střechou Webasto. V roce 1932 byl nabízen Regent s karoserií limuzína za 125 000 Kč, sportovní kabriolet za 137 000 Kč, samotný podvozek byl za 85 000 Kč.

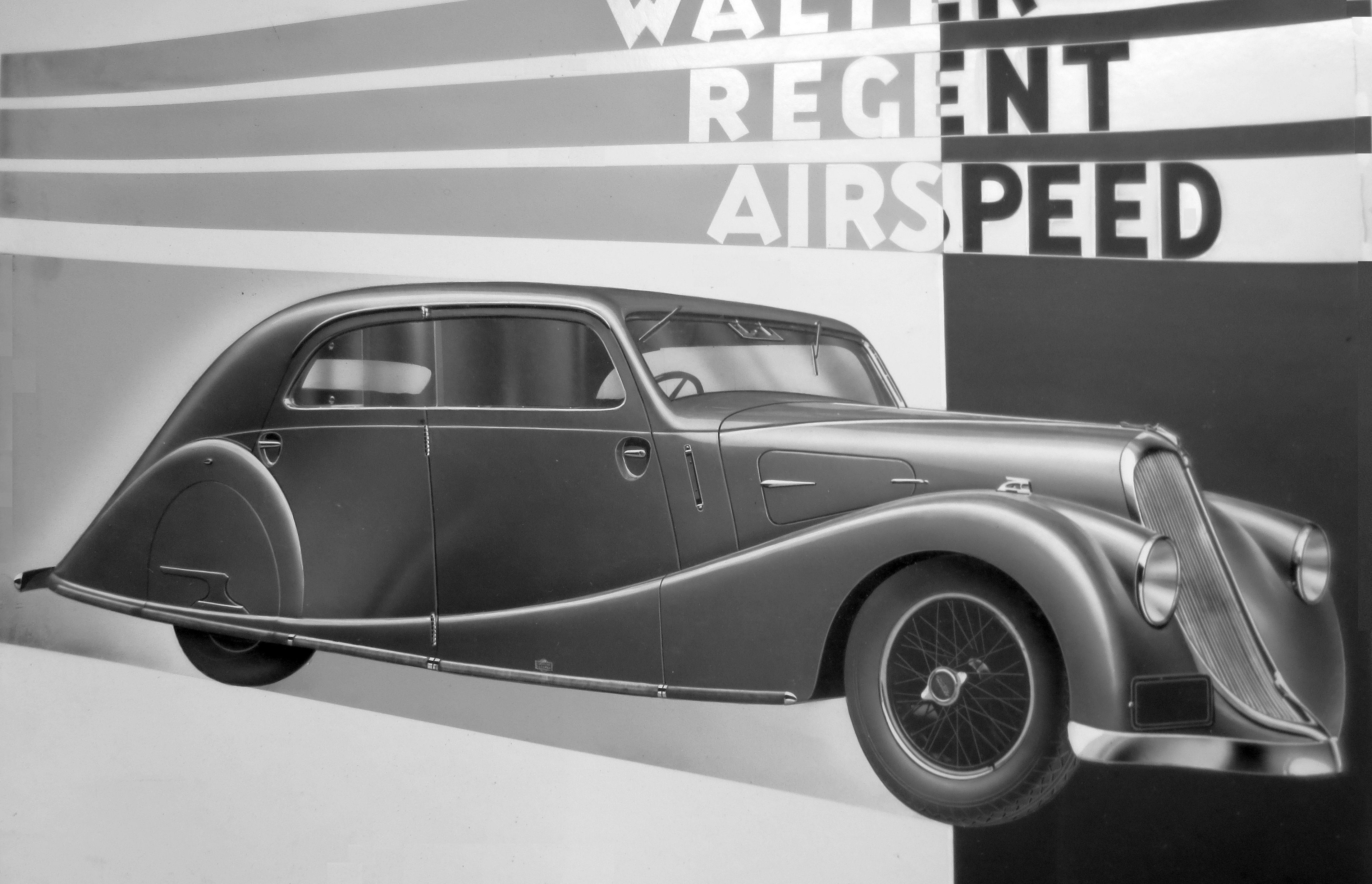
Walter Regent, sedan Airspeed (1935)

V roce 1934 na pražském autosalónu byly vystaveny 2 pozoruhodné exempláře vozů Regent. Vysokomýtská karosárna Sodomka dodala na stánek Walter elegantní pětimístné dvoudveřové kupé bez středních sloupků s otvorem ve stropě krytým shrnovací textilní střechou. Společnost mu dělal impozantní dvoudveřový kabriolet, karosovaný vrchlabskou firmou Theodor Petera a synové. Kabriolet měl specificky tvarovanou příď se světlomety částečně zapuštěnými do předních blatníků a nezvykle protaženou splývavou záď, připomínající kreace německé karosárny Spohn na podvozcích Maybach. Další zakázkové karoserie měly svůj původ ve specializovaných karosárnách jako např. Brožík z Plzně či Uhlík z Prahy.
Modernějších oblých tvarů, byť mnohem konzervativnějších, se v letech 1935–1936 dočkalo i několik posledních limuzín Regent, ať už karosovaných v mateřské továrně, anebo firmou Sodomka. Konstruktér karoserií ing. Vladimír Balcar (úspěšný soutěžní jezdec na automobilech Walter 4-B) navrhl co nejvíce využít šířku karoserie, jež se pak téměř obešla bez stupaček, což umožnilo získat prostor pro cestující s vnitřní šířkou až 1600 mm. Tato úprava dovolila zvýšit „kapacitu“ na 6 osob, šest míst na dvou řadách sedadel podle vzorce 3+3. Podobné provedení 3+3 se velmi využívalo u amerických kabrioletů v 50. létech 20. století. 

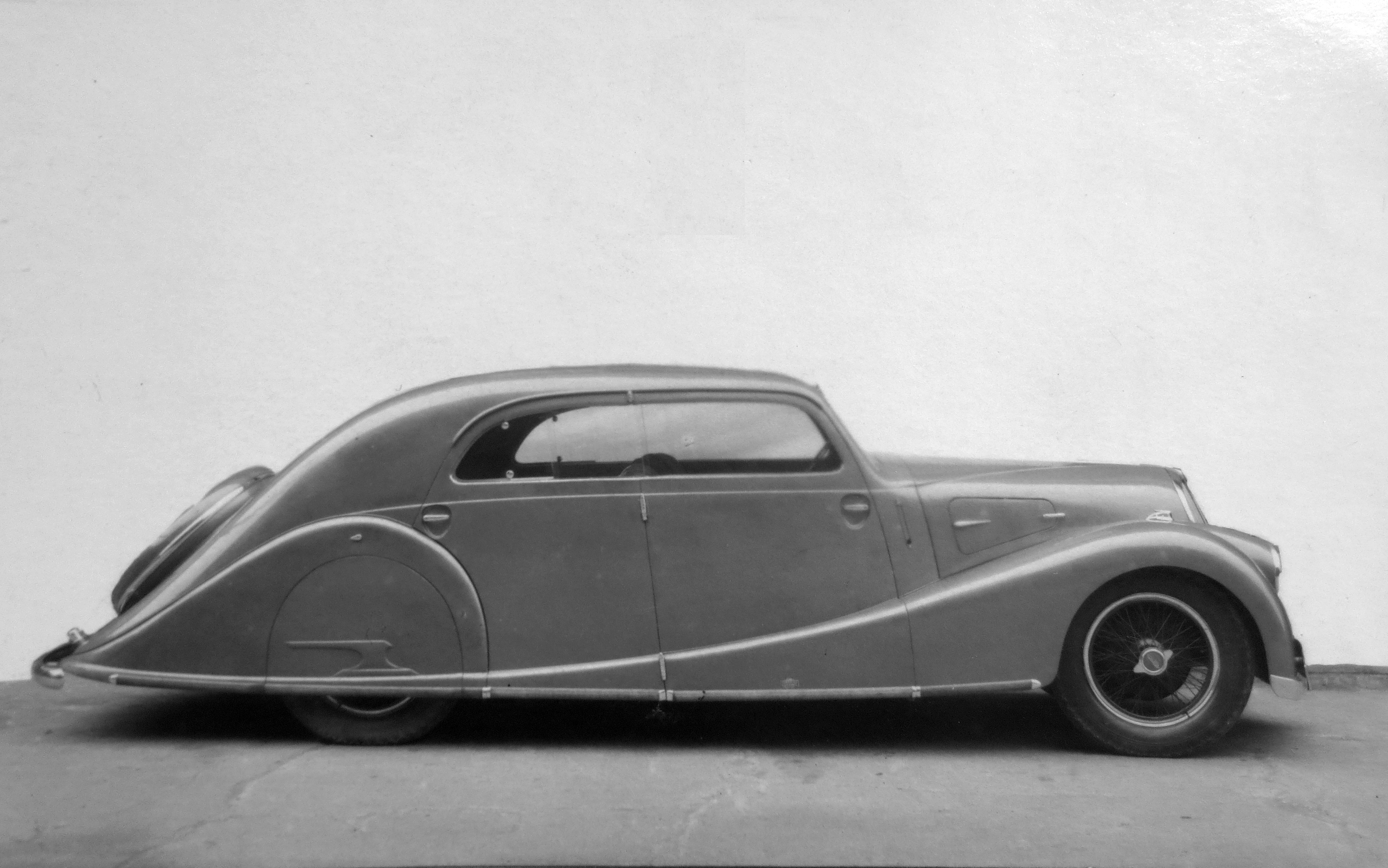
Walter Regent, sedan Airspeed (1935)

V sezoně 1935 způsobil nemalý rozruch Josef Sodomka, v jehož karosárně se zrodilo několik exemplářů (patrně tři) aerodynamických kabrioletů Regent. Buď byl v provedení se 2 samostatnými sedadly vpředu a vzadu poskytoval místo pro 3 pasažéry anebo ve zmíněném provedení 3+3. To bylo umožněno neobyčejnou šířkou karoserie přesahující kola. Zadní sedadlo bylo umístěno před podběhy pro zadní kola a řízení bylo umístěno zcela vpravo. Tím vedle řidiče vznikl dostatečný prostor pro 2 další osoby. Malá výška vozu, k níž přispívalo také snížení podlahy pod rám podvozku, elegantní a krásný tvar chladiče, blatníků se zapuštěnými reflektory, zapuštěné kliky a ukazatele směru, zakrytí zadních kol, bohatá a luxusní vnitřní výprava, atd., podmiňovaly skvělý vzhled tohoto aerodynamického kabrioletu. V komentářích bylo vyzdviženo, že technické vyřešení motoru a podvozku bylo provedeno s pečlivostí a dokonalostí, vlastní všem výrobkům továrny Walter, a že vůz byl nejen neobyčejně stabilní při své vysoké rychlosti a pružnosti, ale také velmi snadno ovládatelný, spolehlivý a bezpečný. Jeden ze 6 sedadlových kabrioletů fy. Sodomka označeném jako Grand Luxe Walter Regent byl dodán do Bankovního domu Petschek a spol.
Regent Airspeed (1935), dílo Josefa Sodomky, byl ve stejném stylu také střižen jako 7 sedadlová limuzína – sedan nebo jako aerodynamický kabriolet. Protáhnutí předních blatníků až k zadním kolům mělo ve spojení s rozvorem 3300 mm přece jen svůj půvab. Efektně tvarovaný dvoudveřový sedan se vyznačoval prohnutou maskou, světlomety zpola zapuštěnými do předních blatníků a výraznou boční linií, jež prodlužovala křivku předního blatníku až na kryt zadního kola. Obešel se bez středních sloupků, díky vnitřní šířce kabiny 1600 mm nabízel šest míst na dvou řadách sedadel (3+3), přičemž ve splývavé zádi 5,3 m dlouhé karoserie zbyl ještě dostatek prostoru pro zavazadla. Ve splývavé zádi na zavazadelníku bylo umístěno rezervní kolo zcela zapuštěné a zakrytou aerodynamickým krytem. Pouze pro delší jízdy se montovala druhá rezervní pneumatika, která částečně z linie vyčnívala, ale byla zakryta plechovým krytem. Stejně jako zmíněné kabriolety tak se i sedan mohl pochlubit decentní pryžovou lištou, jež chránila bok karoserie od výřezu předního blatníku přes spodní okraj dveří až za kryt zadního kola. Hmotnost podvozku byla zachována na 1050 kg, avšak luxusní karoserie zvýšila celkovou hmotnost vozu na 1800 kg.

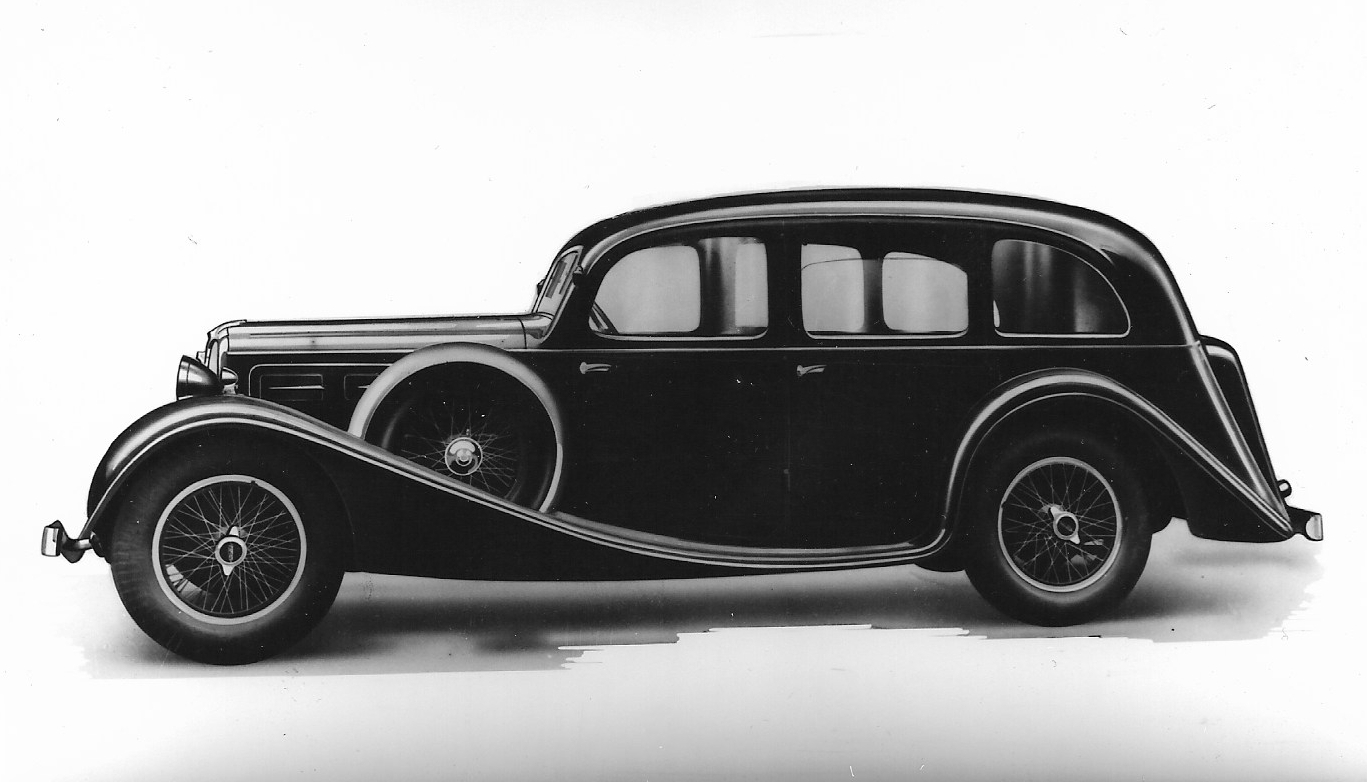
Walter Regent, limuzína (1935)

V roce 1935, po výrazném snížení cen, nabízela továrna Walter Regenty ve dvou provedeních: Regent Limousina za 85 000 Kč (sedan) a Regent Kabriolet Spec. za 95 000 Kč (kabriolet). V dubnu 1936 stála 6sedadlová limuzína 90 000 Kč. U kabrioletů Sodomka však bylo nutno stále kalkulovat s cenou až 150 000 Kč. Spolupráce mezi firmami Walter a Sodomka byla zahájena již koncem 20. let, kdy Sodomka postavil několik autobusových karoserií na podvozcích Walter PN. Rozhodující období spolupráce je možné datovat od roku 1932, kdy vznikl první kabriolet Walter Regent. Karosářské práce zvláště na podvozcích Walter Regent patřily k tomu nejlepšímu z návrhů a prací z Vysokého Mýta. Tato spolupráce trvala až do ukončení výroby osobních automobilů Walter a zahrnovala postupně i modely Walter 4 B, Walter 6 B, Walter Super 6, Walter Junior, Walter Princ a Walter Lord.
Automobily Walter Regent a Walter Super 6 se po celou svou kariéru vyráběly pouze kusově na zakázku nebo v nejlepším případě malosériově, za pět let jich vzniklo jen pár desítek. Historie automobilů Walter se však již blížila ke konci, v roce 1936 vzniklo v továrně jen několik desítek nových vozů, doprodávaly se skladové podvozky a vozy. V roce 1936 po dlouhých letech jinonická továrna neměla expozici na pražském autosalonu, byť v „komuniké“ zmíněném v Národních listech se uvádělo: „Letos na výstavě chybí továrna Walter, která nevynechala jediné naší výstavy. Až letos se k tomu musela odhodlati, neboť věnuje všechny své síly výrobě leteckých motorů. Její nepřítomnost jest jen dočasná, neboť továrna v automobilismu zůstává a je odhodlána věnovat se mu s plnou energií, jakmile bude moci uvolnit své síly.“ K naplnění tohoto „komuniké“ však nedošlo a rokem 1937 se historie automobilů Walter, až na nákladní Walter PN, který byl vyráběn pro potřeby československé armády až do roku 1939, definitivně uzavírá.

## Sportovní úspěchy
U aerodynamicky tvarovaných kabrioletů s prodlouženými blatníky, šikmou maskou a zakrytými koly se uvažovalo o jejich nasazení pro tovární tým k účasti v závodě 1000 mil československých 1935, ale k tomuto nasazení již nedošlo. Zřejmě to mělo být v červnu 1935 na závodu 1000 mil československých. V továrně byl připravován vůz interně nazývaný Regent SS. Tak to alespoň avizoval pro časopis Auto František Barvitius v otištěném rozhovoru v říjnovém čísle ročníku 1934.
Na závodní tratě se však tento luxusní model ani příliš nehodil. O to více byl úspěšný na autosalonech a na soutěžích elegance. Ať již to bylo na pražských autosalónech (1934–5) anebo na soutěži elegance v Piešťanech (1934–5). Na soutěžích elegance je Walter Regent úspěšný – jako ceněný veterán – i dnes. Dochovaly se pouze dva exempláře, limuzína a kabriolet Sodomka.

## Galerie

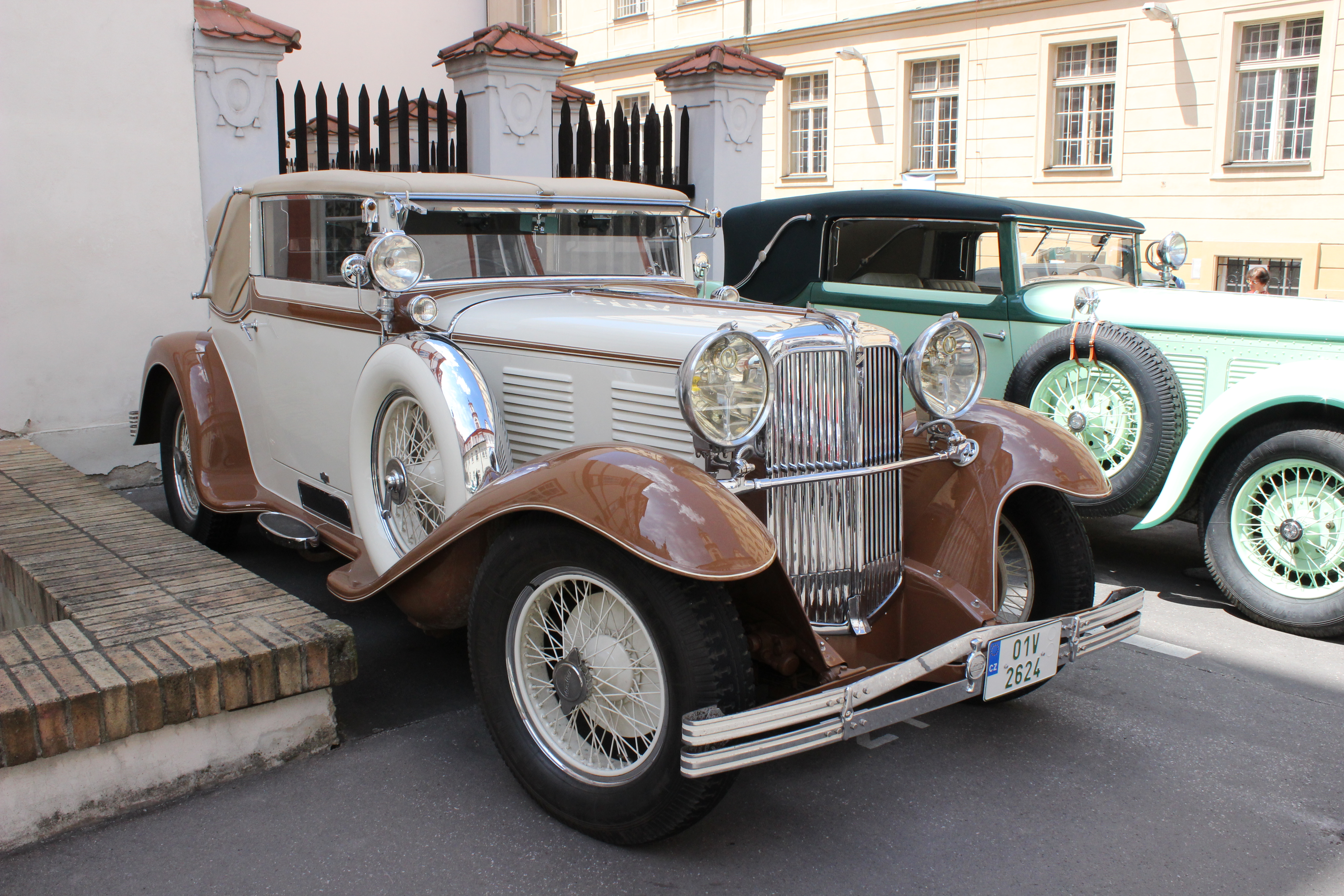
Walter Regent na výstavě Český kabriolet a kupé v průběhu století (Fakulta dopravní ČVUT v Praze)
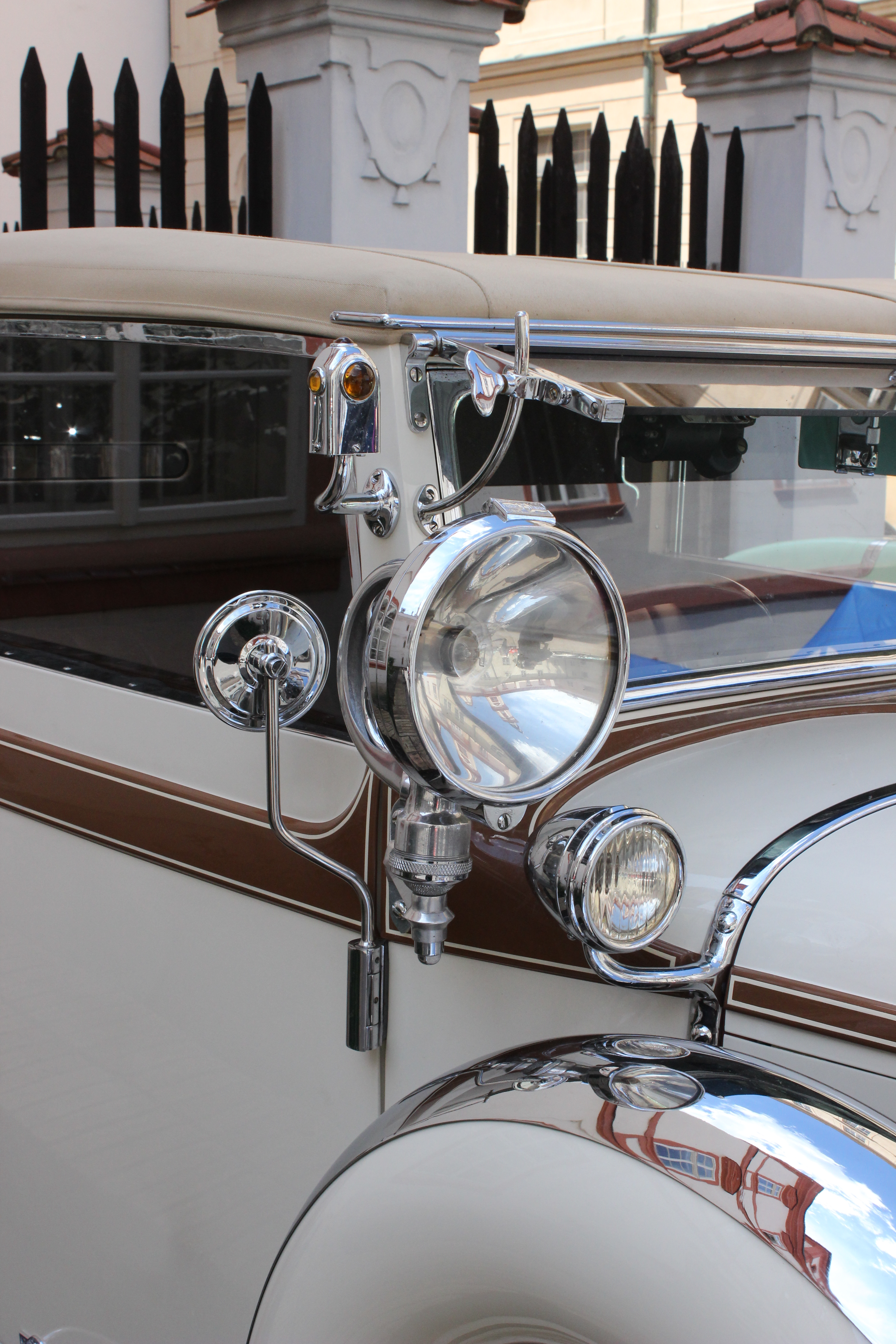
Walter Regent, Český kabriolet a kupé v průběhu století
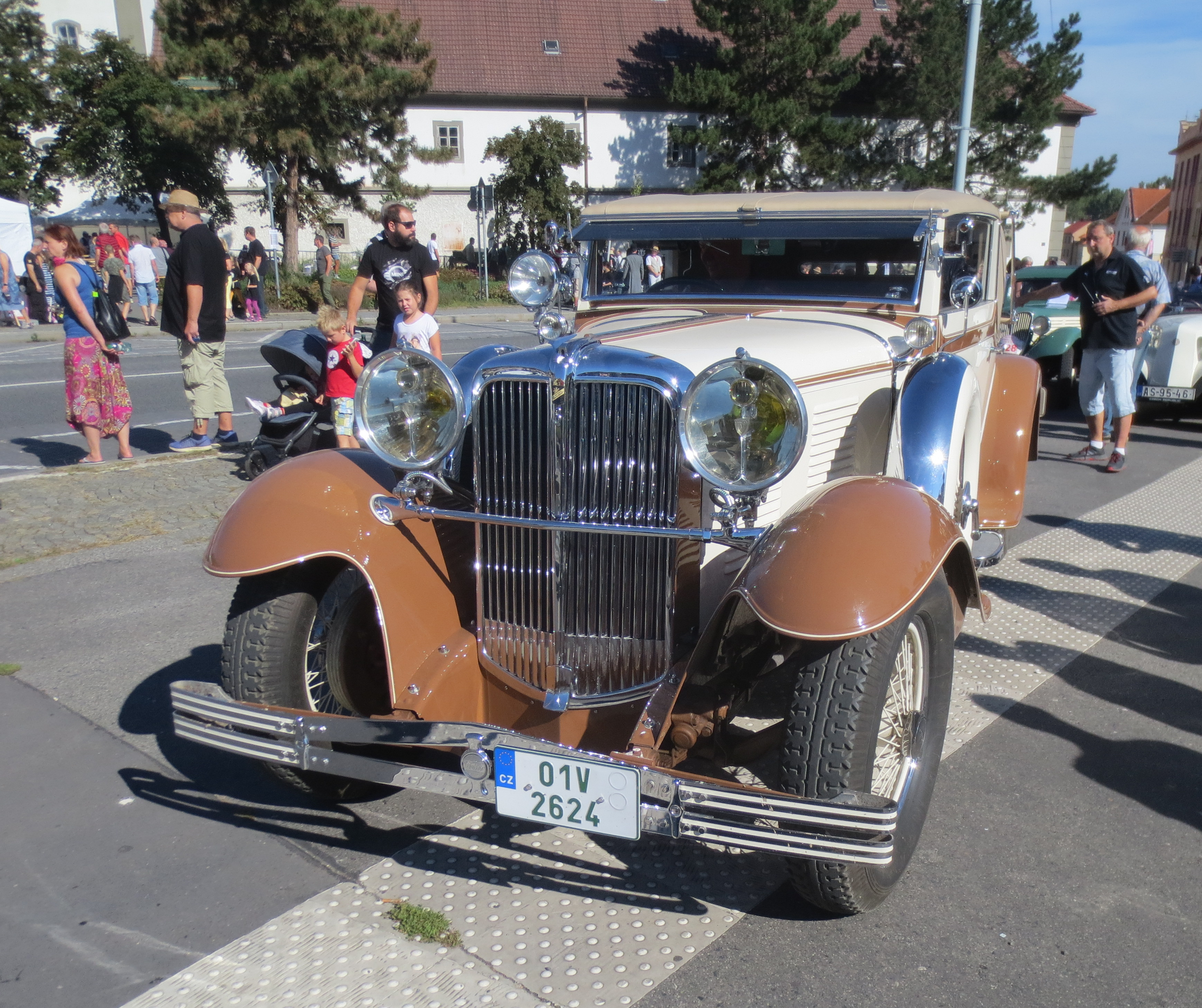
Walter Regent, kabriolet Sodomka (1932) na Zbraslav-Jíloviště 2020
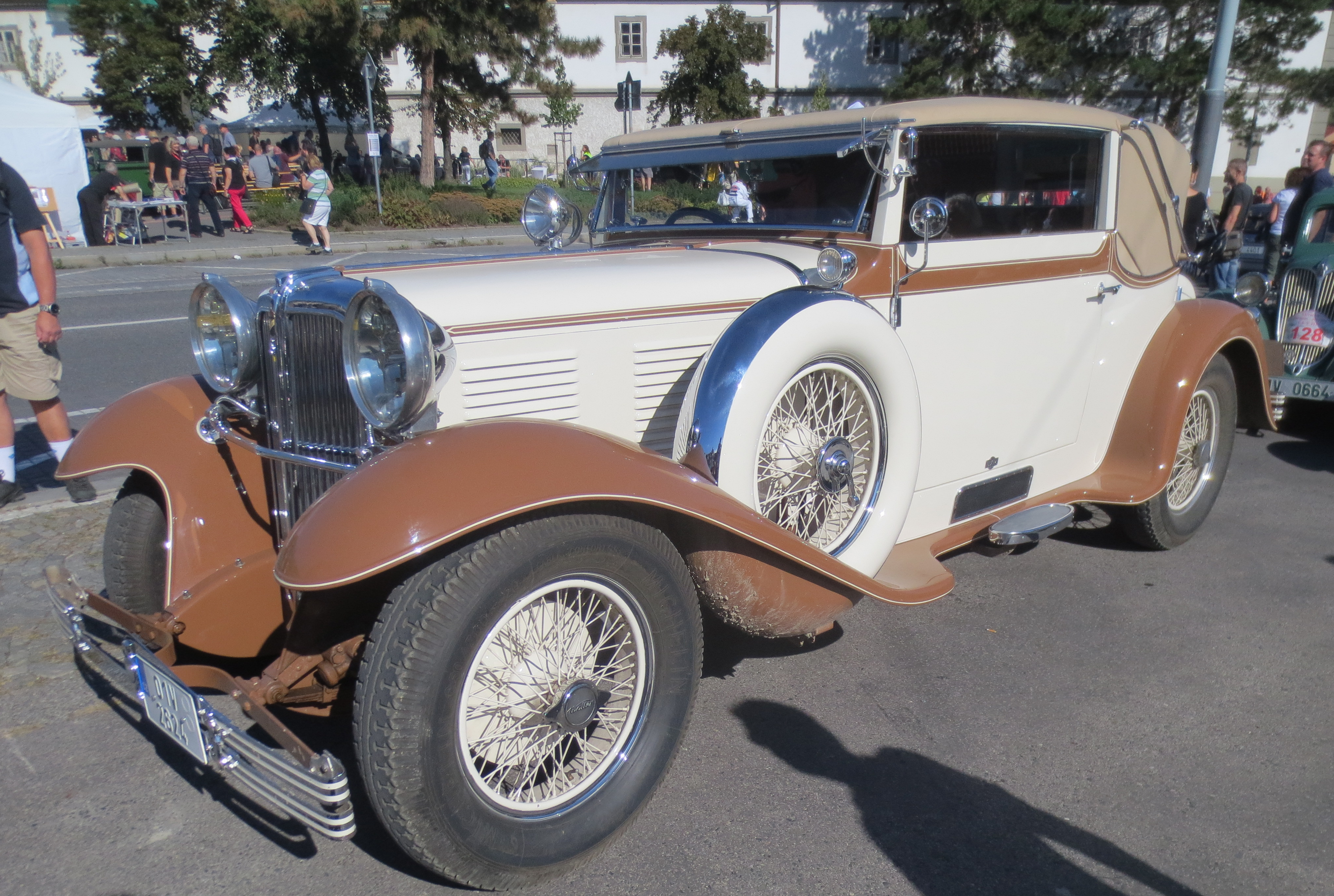
Walter Regent, kabriolet Sodomka (1932)
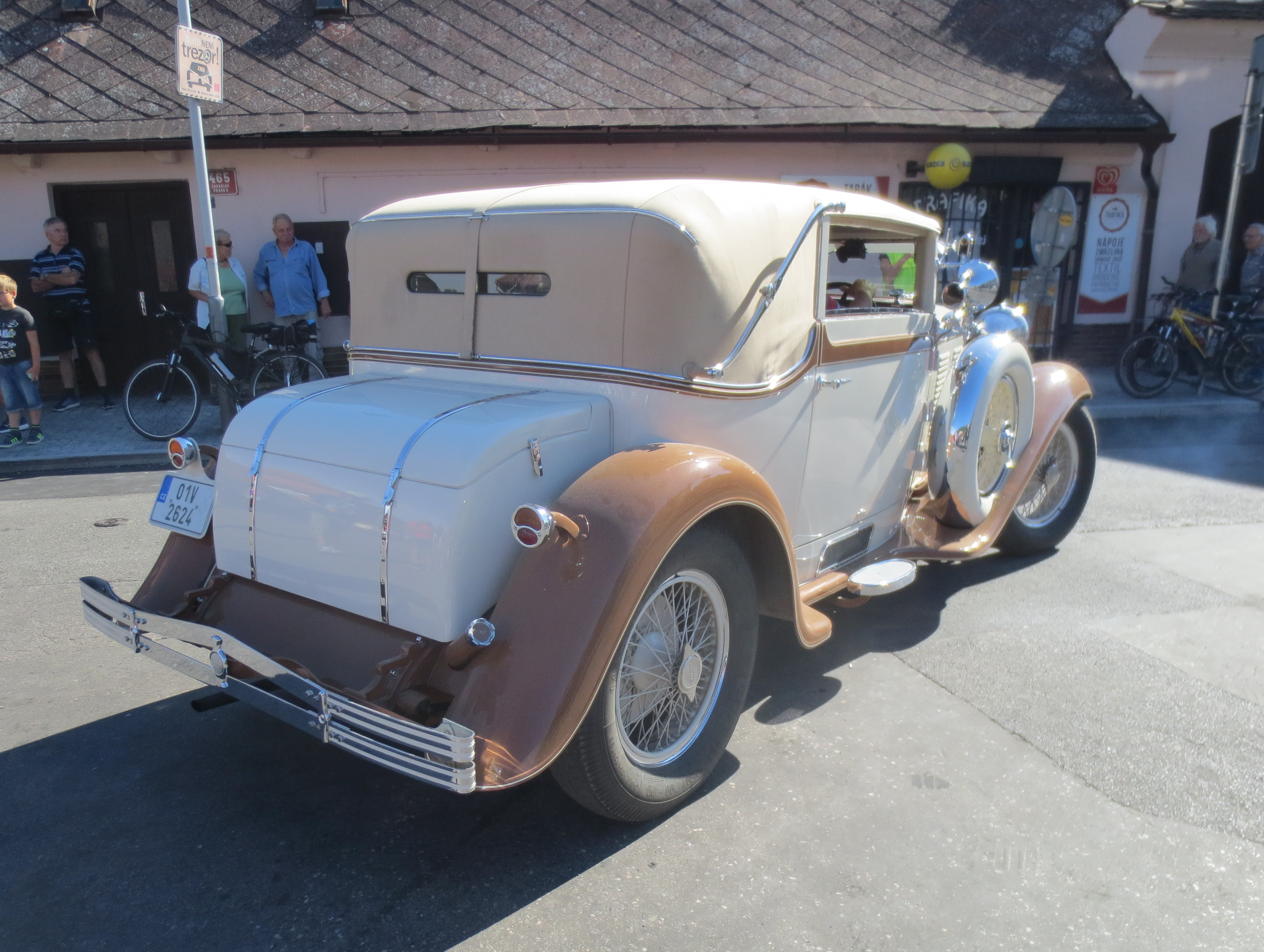
Walter Regent, kabriolet Sodomka (1932), Zbraslav-Jíloviště 2020
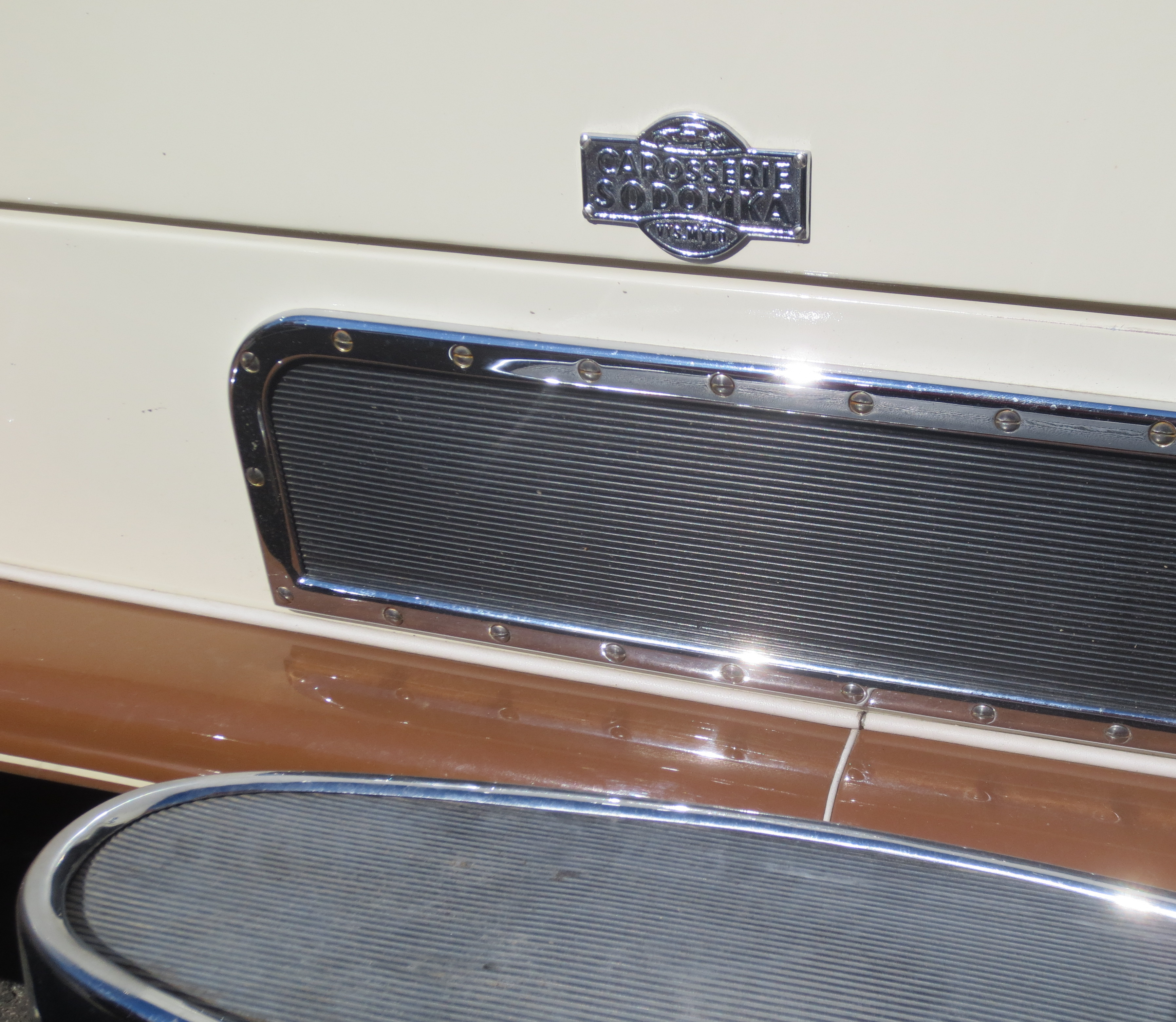
Walter Regent, kabriolet se značkou výrobce karoserie (1932)
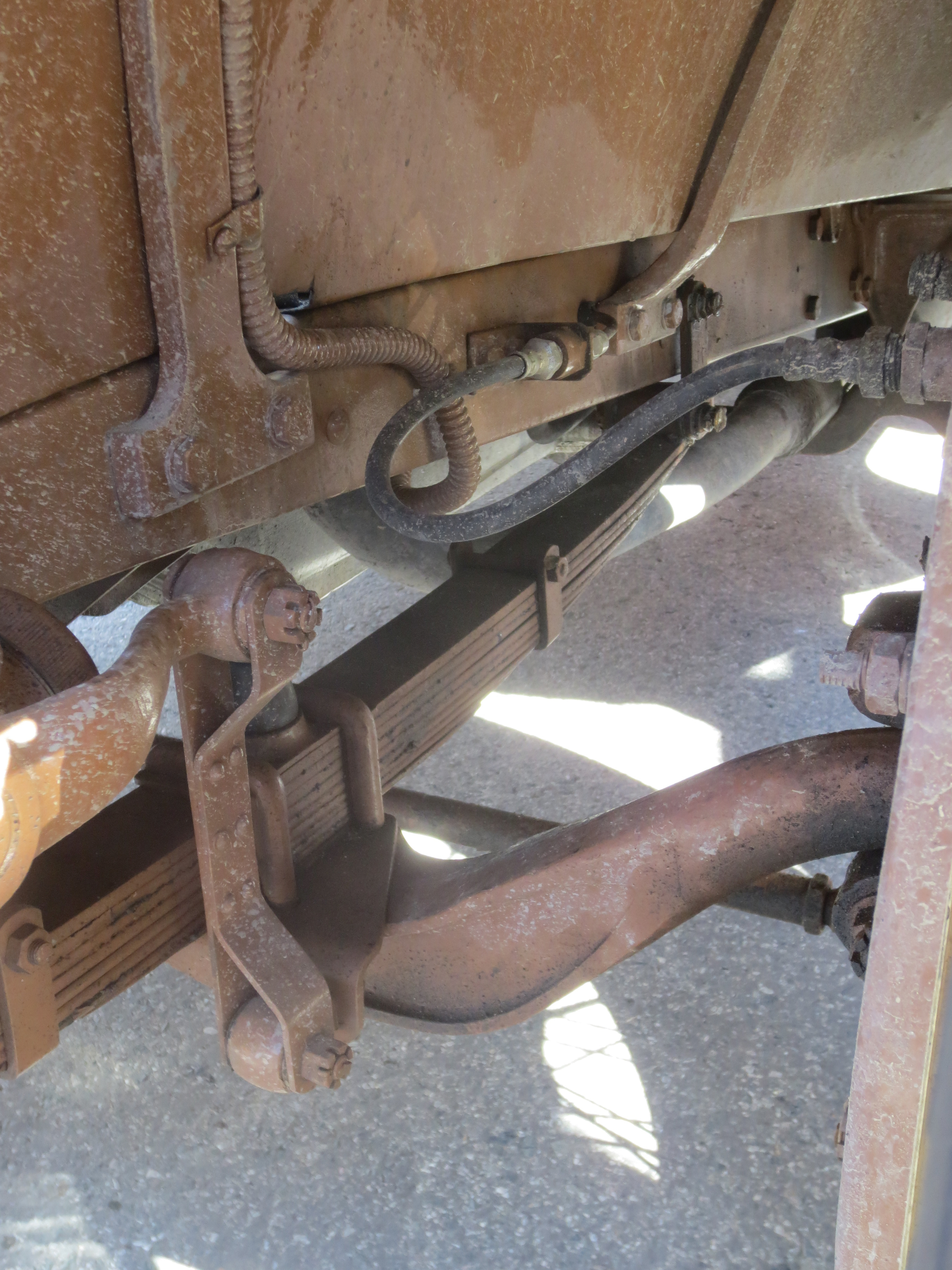
Walter Regent, detail přední nápravy
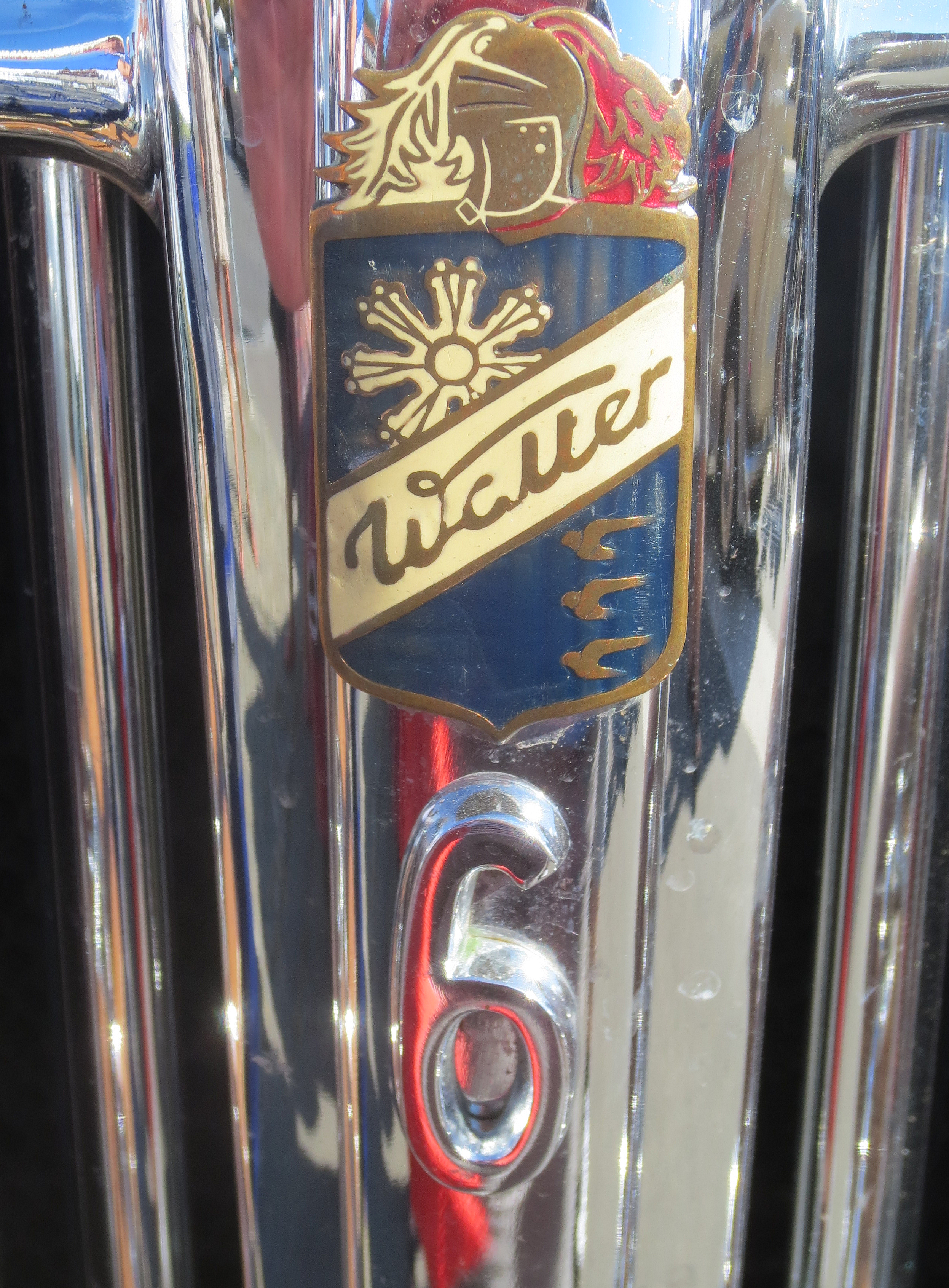
Walter Regent, detail označení výrobce na chladiči